# Спартак (Западно-Казахстанская область)
Спартак (каз. Спартак) — село в Зеленовском районе Западно-Казахстанской области Казахстана. Входит в состав Январцевского сельского округа. Был в составе Красноармейского сельского округа. Код КАТО — 274437200.
Село расположено на реке Быковка, недалеко от впадения её в Урал.
Находится примерно в 89 км к востоку от села Перемётное.

## Население
В 1999 году население села составляло 174 человека (87 мужчин и 87 женщин). По данным переписи 2009 года, в селе проживало 109 человек (54 мужчины и 55 женщин).